# Winning Combinations: Whitesnake & Scorpions
Winning Combinations: Whitesnake & Scorpions è una raccolta che raccoglie famose canzoni delle band Scorpions e Whitesnake, pubblicata nel 2002 dalla Universal Music Enterprising.

## Tracce
1. Here I Go Again – 4:34
2. Is This Love – 4:41
3. Now You're Gone – 4:09
4. Hungry for Love – 3:28
5. Love Ain't No Stranger – 4:18
6. Rock You Like a Hurricane (World Wide Live Version) – 4:11
7. Wind of Change (English Edit) – 3:42
8. Tease Me Please Me – 4:40
9. Send Me an Angel – 4:31
10. No One Like You – 3:55